# Joanna Gleason
Joanna Gleason (Toronto, 2 de junho de 1950) é uma atriz e cantora canadense. Ela ganhou o Tony Award de 1988 de melhor atriz em um musical por seu papel em Into the Woods. Ela também foi indicada ao prêmio por suas atuações em A Day in the Death of Joe Egg e Dirty Rotten Scoundrels.